# Font (Mollet del Vallès)
La Font és una font pública modernista de Mollet del Vallès (Vallès Oriental) inclosa a l'Inventari del Patrimoni Arquitectònic de Catalunya. És obra de l'arquitecte Domènec Sugrañes i Gras.

## Descripció
S'alça al bell mig de la plaça Prat de la Riba. De planta quadrada, formada per tres cossos ben diferenciats: la base d'obra vista, on hi ha quatre brolladors; un cos central recobert de petites rajoles ceràmiques blaves i blanques, on es reprodueixen motius aquàtics; i un tercer cos de ferro forjat, resolt amb quatre fanals, culminant la composició.
Obra de l'arquitecte Domènec Sugrañes i Gras fou bastida el 1921 per Pere Solà amb forja de Joan Fortuny. Fou enderrocada el 1961 durant una remodelació de la plaça però el 1983, a iniciativa de l’Associació de Veïns del Centre, es va fer una subscripció popular i es va reconstruir la font.
Constitueix una fita visual molt important dins el conjunt urbà de la plaça Prat de la Riba.